# Theope ernestinae
Espèce
Theope ernestinae est une espèce d'insectes lépidoptères appartenant à la famille  des Riodinidae et au genre Theope.

## Taxonomie
Theope ernestinae a été nommé par Christian Brévignon en 2011.

## Description
Theope ernestinae est un papillon dont le dessus des ailes antérieures est de couleur marron foncé et celui des ailes postérieures bleu clair.
Le revers est gris très clair, avec une ligne submarginale de points noirs cernés de blanc, sept par aile, une ligne marginale grise et une frange blanche.

## Biologie
Il a été vu de fin octobre à début janvier.

## Écologie et distribution
Theope ernestinae n'est présent qu'en Guyane.

### Biotope
Il réside dans la savane sub-côtière de Guyane.

### Protection
Pas de statut de protection particulier.